# St. Martin (Wertingen)

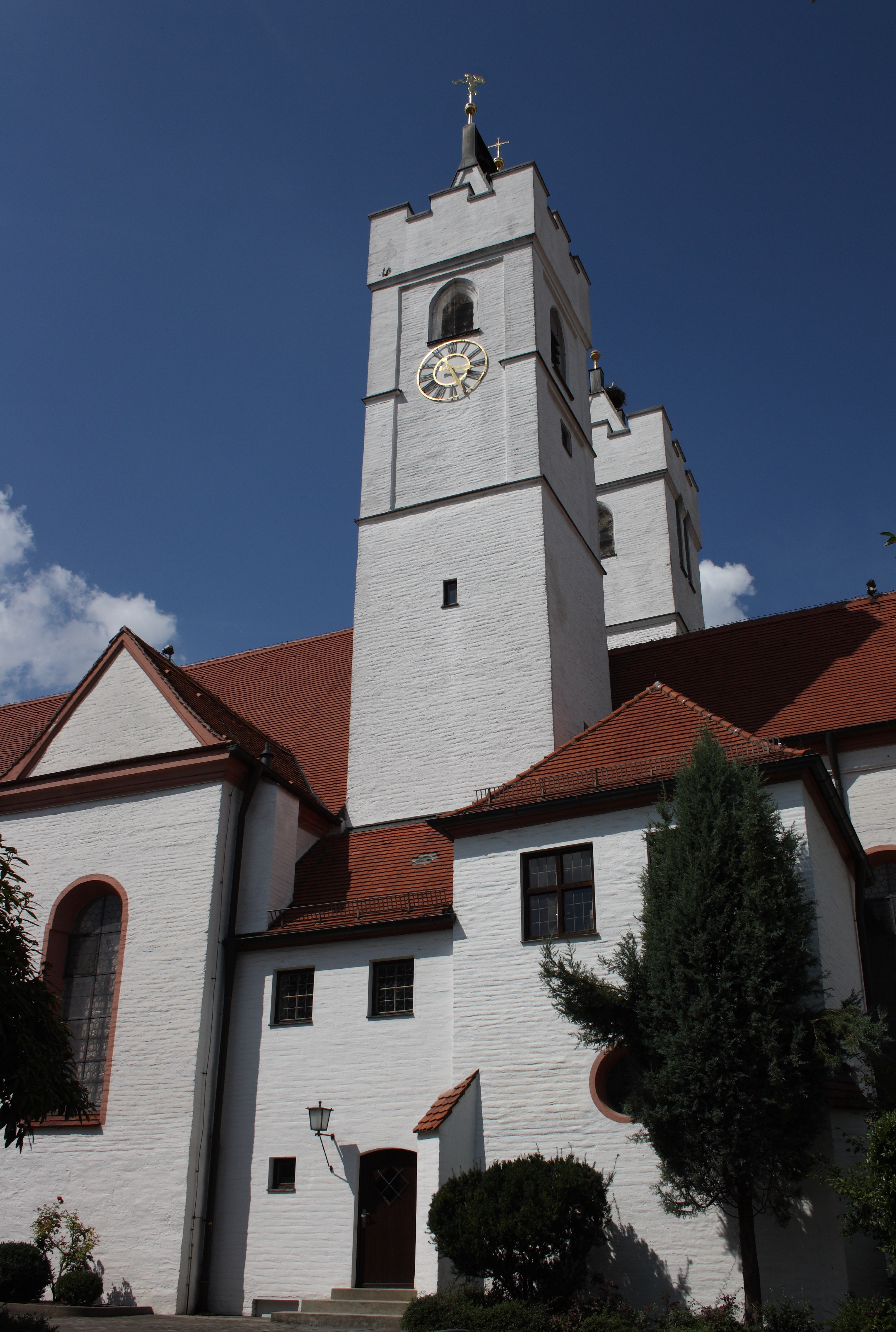
Pfarrkirche St. Martin in Wertingen

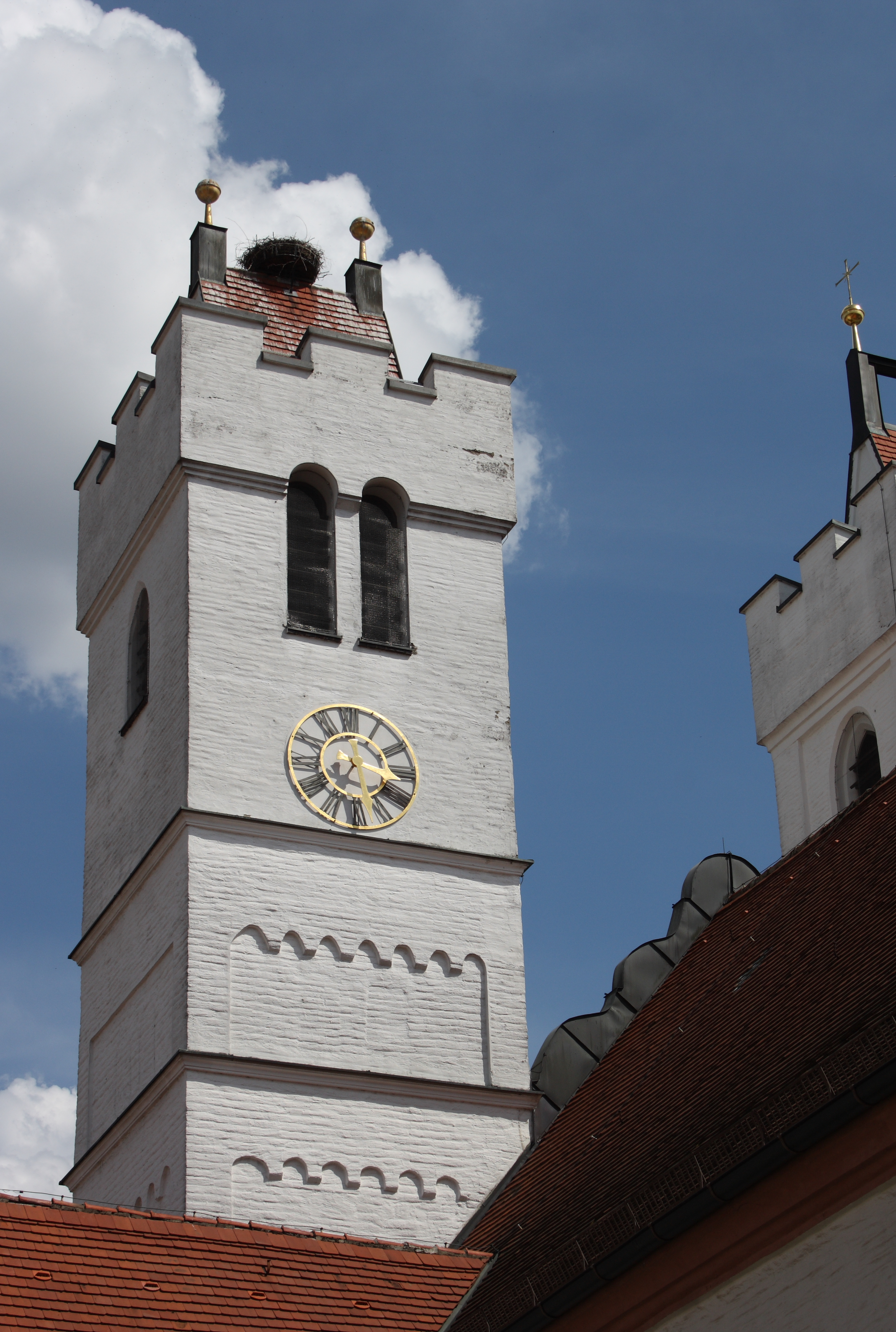
Kirchtürme

Die katholische Pfarrkirche St. Martin in Wertingen, einer Gemeinde im Landkreis Dillingen an der Donau im bayerischen Regierungsbezirk Schwaben, geht auf eine romanische Kirche zurück. Nach mehrfachen Zerstörungen wurde die heutige Kirche um 1700 im Stil des Barock errichtet. Ungewöhnlich sind die beiden Türme, die mit einem Satteldach gedeckt und von Zinnen bekrönt sind.

## Geschichte
Aufgrund des Patroziniums des hl. Martin geht man von einer sehr alten Pfarrei aus, deren Geschichte bis in die Zeit fränkischer Herrschaft zurückreicht. 1269/71 wurde Wertingen erstmals als oppidum, als Stadt, bezeichnet. Der älteste erhaltene Abdruck des Stadtsiegels von 1297 enthält bereits die Abbildung einer Kirche. Das Siegel von 1298 zeigt eine zweitürmige romanische Basilika, deren Türme von einem Zeltdach gedeckt sind. Eine ähnliche Abbildung findet sich auch auf dem Siegel einer Urkunde von 1374.
Nachdem die Stadt 1462 bei einem Überfall Ludwigs des Reichen, des Herzogs von Bayern-Landshut, abgebrannt war, baute man auf den romanischen Untergeschossen die Türme der Kirche wieder auf und es wurde ein neuer Chor errichtet. Auch diese im Stil der Gotik erbaute Kirche wurde niedergebrannt, als die Schweden während des Dreißigjährigen Krieges die Stadt besetzten.
1648 begann man mit dem Wiederaufbau der Kirche im Stil des Barock nach den Plänen eines nicht überlieferten Baumeisters. Um 1700 wurde ein neues Langhaus errichtet, das von Wessobrunner Künstlern mit reichem Stuckdekor ausgestattet wurde.

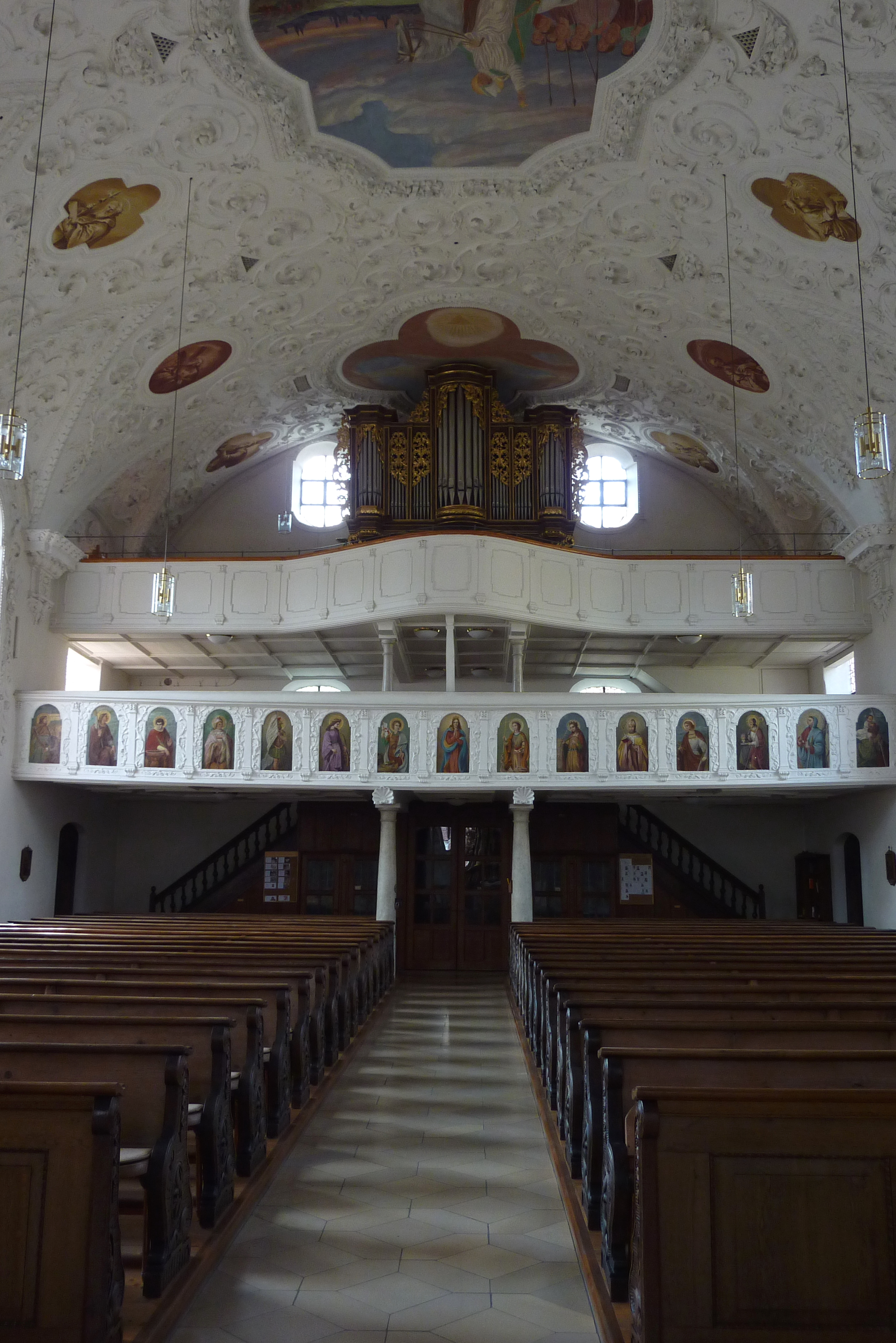
Langhaus mit Orgelempore

## Architektur
Das einschiffige Langhaus ist in drei Achsen gegliedert und mit einer flachen Tonne mit Stichkappen gedeckt. Ein kurzes Querhaus trennt es vom langen, schmalen Chorraum. Auch der eingezogene, dreiseitig geschlossene Chor trägt ein Tonnengewölbe mit Stichkappen. Er wird von großen Rundbogenfenstern beleuchtet, rechts und links öffnen sich Oratorienlogen. Den westlichen Abschluss bildet eine Doppelempore, mit unten gerader und oben geschweifter Brüstung, die auf Holzsäulen aufliegt. Auf der oberen Empore ist die Orgel untergebracht.

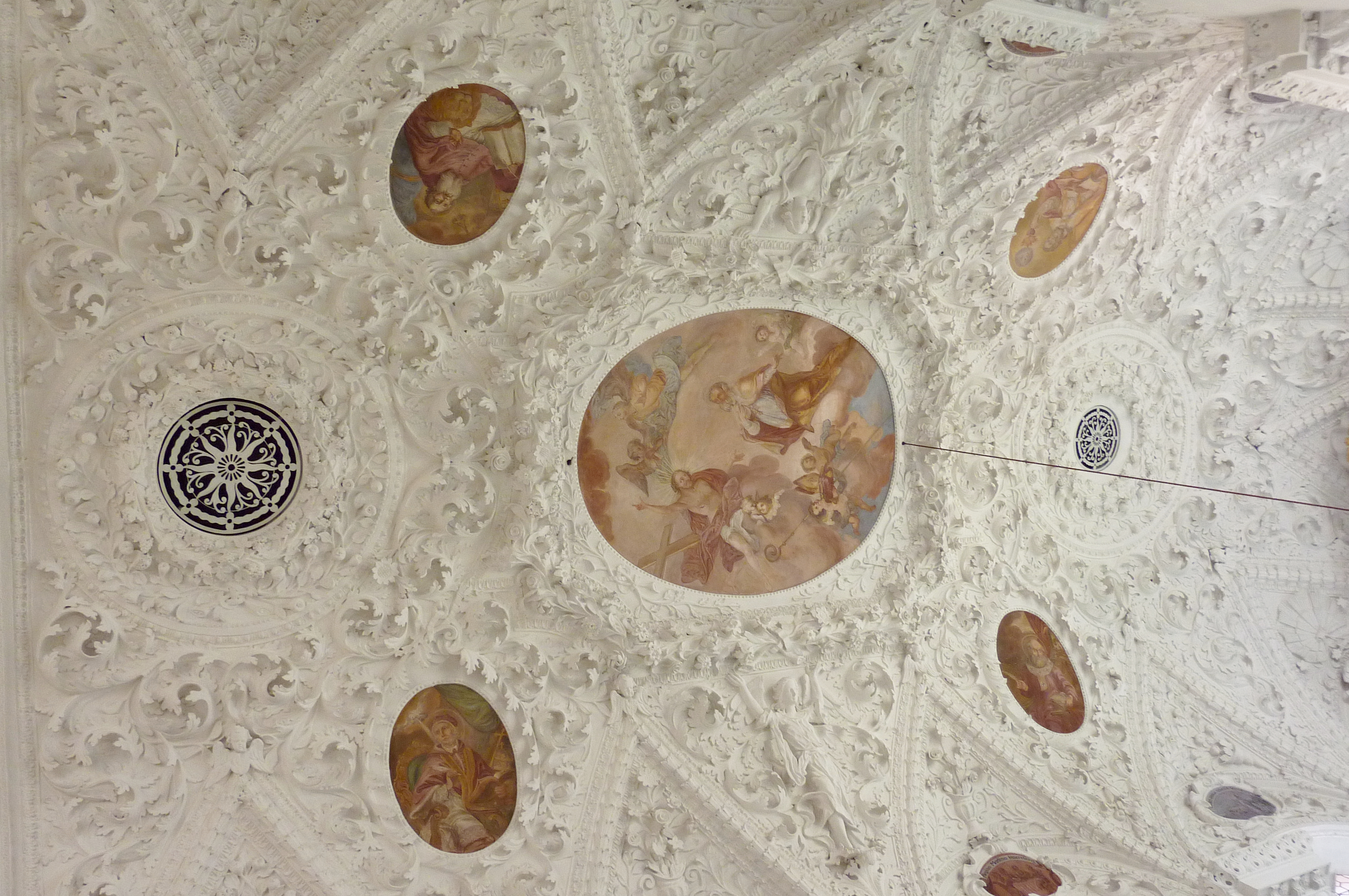
Stuckdekor im Chor mit Deckenmalerei

## Stuck
Ein reicher Stuckdekor aus Blattwerk, Akanthusranken, Blütenkränzen und Girlanden überzieht die Decke des Langhauses und des Chors. Dazwischen sind Blumenvasen, Figuren und Engelsköpfe eingebettet.

## Deckenbilder
Das zentrale Deckengemälde des Chores stellt den Schutzpatron der Kirche dar, den hl. Martin, der von Christus in den Himmel aufgenommen wird. Ein Engel hält eine Gans in der Hand, das Attribut des Heiligen. Die Szene wird umrahmt von ovalen Porträts der vier abendländischen Kirchenlehrer Ambrosius von Mailand, Augustinus von Hippo, Hieronymus und Papst Gregor I. Die Grisaillen unter den Stichkappen erzählen Episoden aus der Legende des hl. Martin.
Im Kontrast zum übrigen Dekor stehen die Deckenbilder des Langhauses, die von Franz Klemmer (1879–1964) ausgeführt wurden. Ein Gemälde stellt die drei Seligen des Zusamtales (Albert von Wörleschwang, Gisebert aus Zusmarshausen und Siegelbert von Oberhausen, dem heutigen Altenmünster) dar. Das andere Bild zeigt den hl. Ulrich bei der Schlacht auf dem Lechfeld, im Hintergrund ist die Stadt Augsburg zu erkennen.

## Emporenbilder
Bei der Innenrenovierung von 1975 wurden die Gemälde der unteren Emporenbrüstung freigelegt. Sie stellen Maria und die Vierzehn Nothelfer dar und sind im Stil der Nazarener ausgeführt.

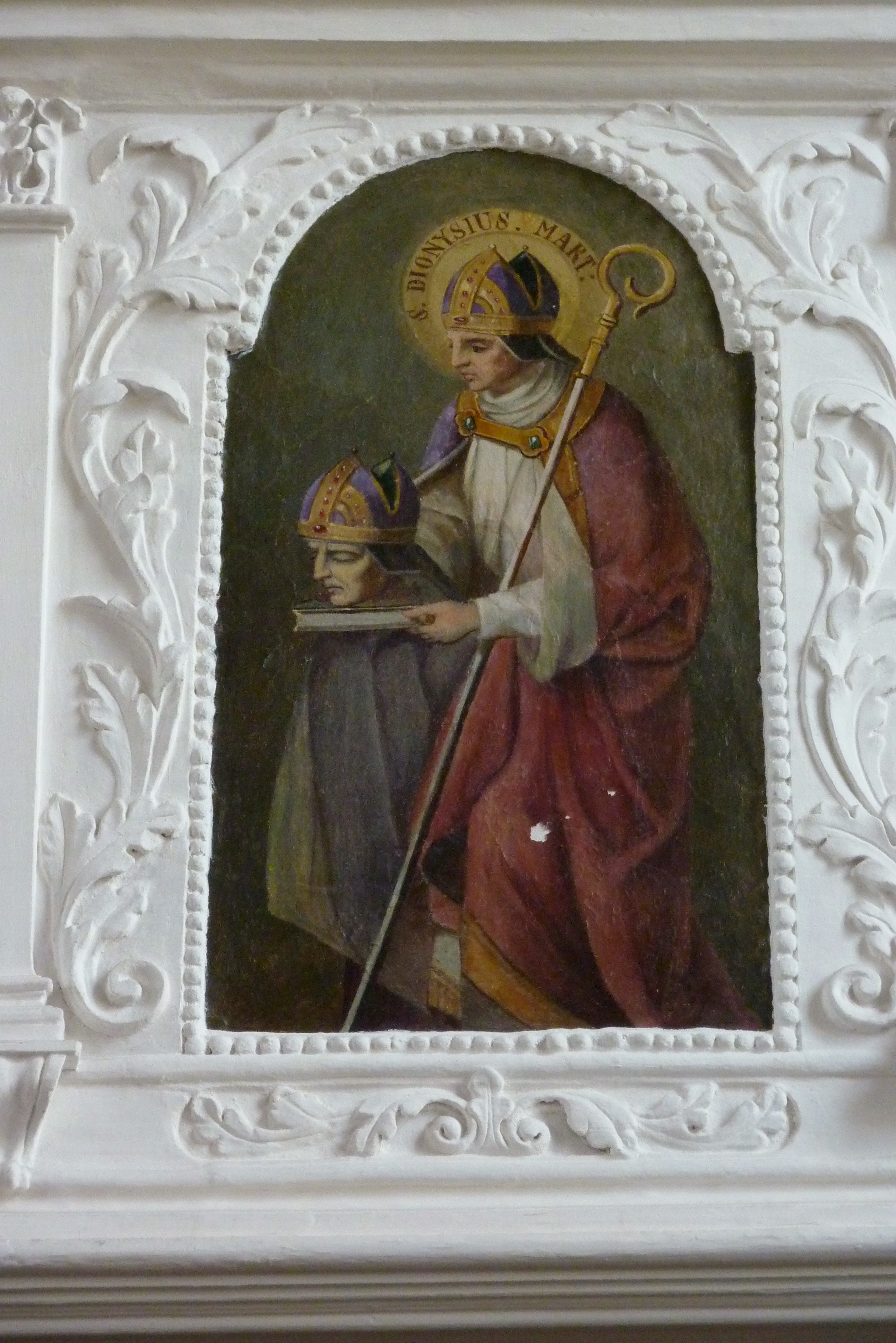
Hl. Dionysius
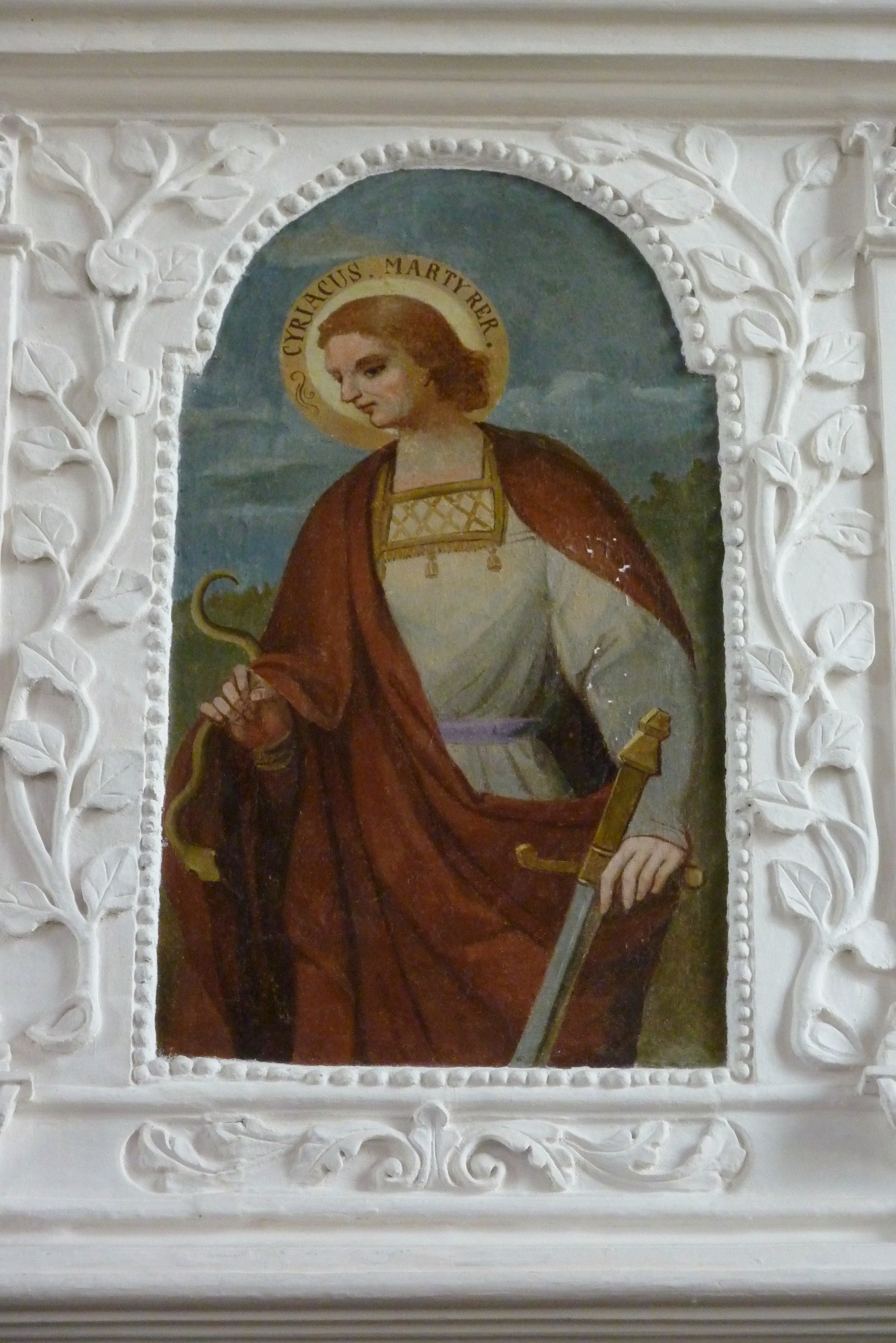
Hl. Cyriakus
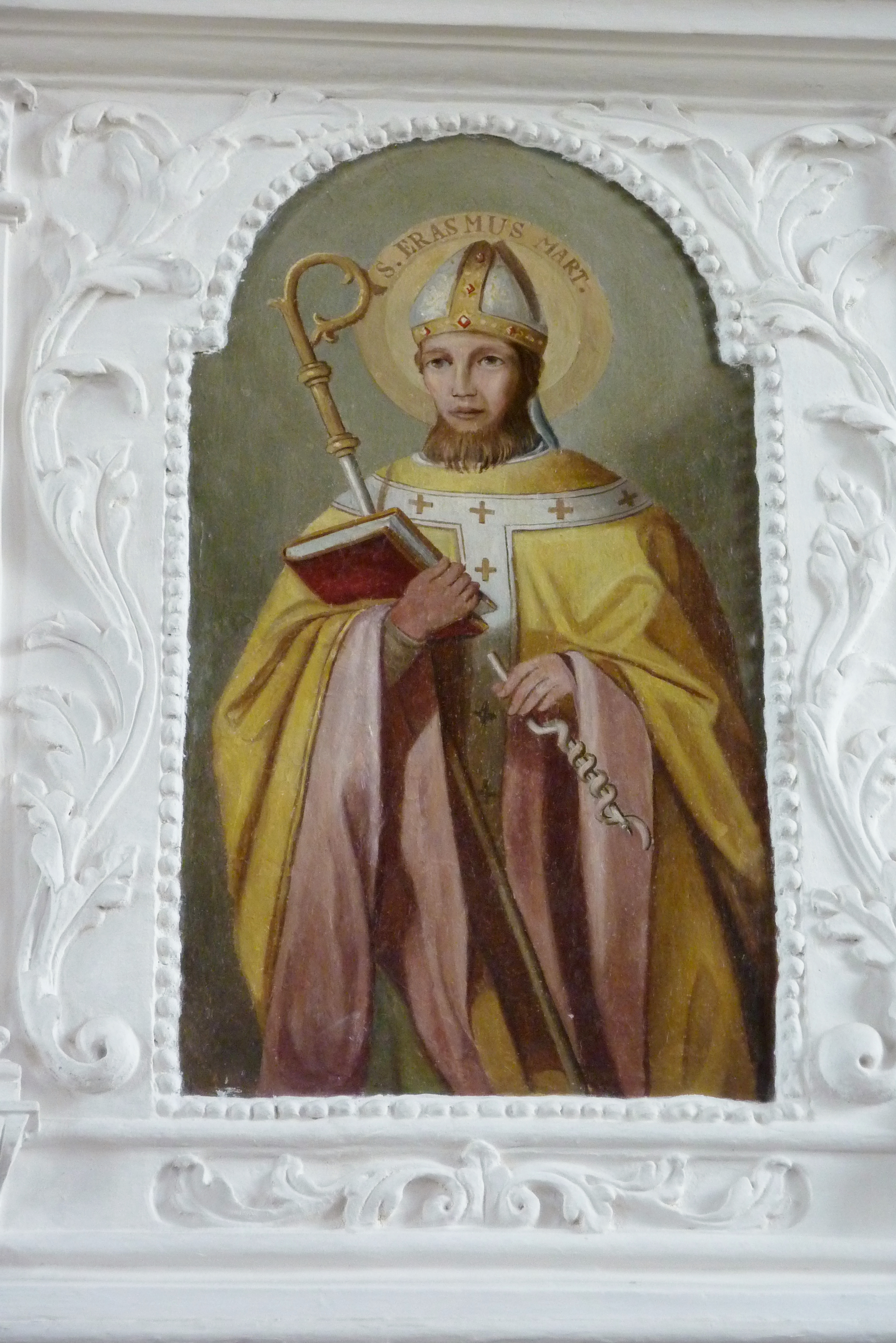
Hl. Erasmus
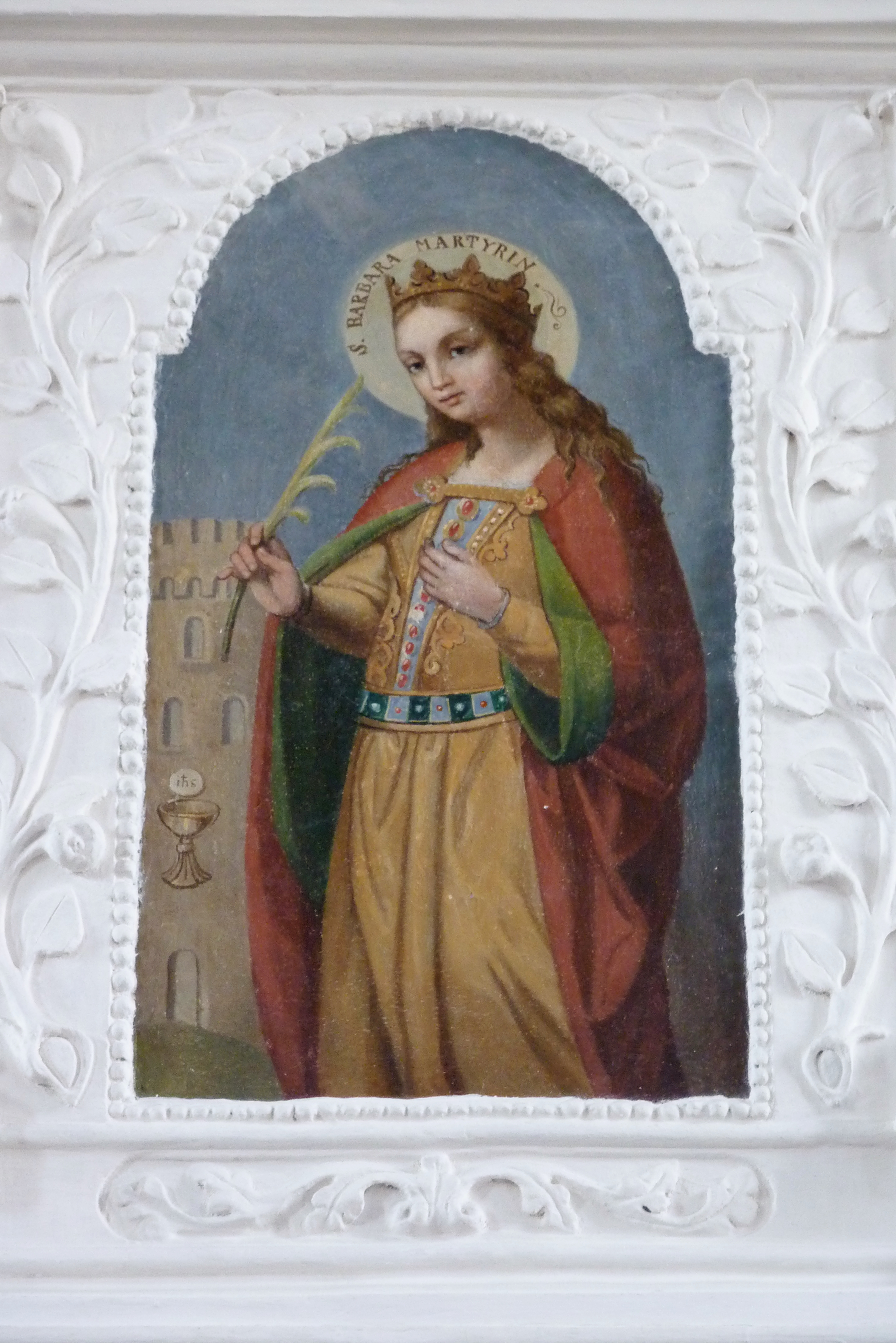
Hl. Barbara
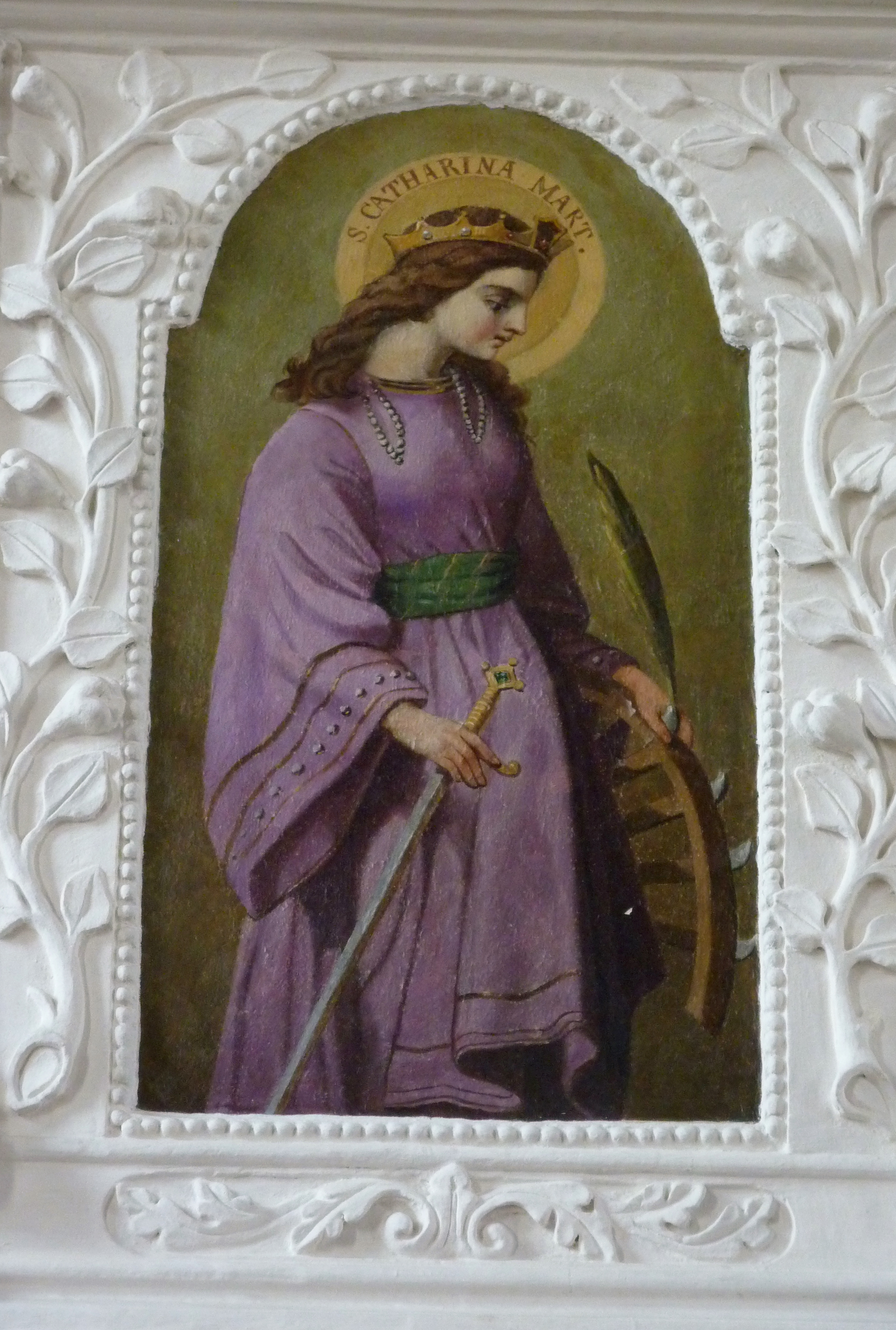
Hl. Katharina

## Orgel
Die Orgel wurde 1972 von der Orgelbaufirma Sandtner in Dillingen eingebaut.

## Ausstattung
- Aus der gotischen Vorgängerkirche stammt die Skulpturengruppe der Beweinung Christi (um 1500) über der Kredenz im Chorraum und das Taufbecken von 1577 links vor den Stufen zum Chorraum.
- Die Kanzel, die Altäre und das Kirchengestühl wurden 1710 bei Baltasar Amann in Auftrag gegeben.
- Das Hauptaltarbild wurde Ende des 18. Jahrhunderts von Bernhard Mittermayr ausgeführt und stellt das Abendmahl dar. Auf dem Antependium wird die Szene der Fußwaschung wiedergegeben.
- Ein Gemälde am äußeren linken Seitenaltar erinnert an eine Legende aus dem Leben des heiligen Antonius von Padua, nach der ein Mann spottete, er glaube erst an die Gegenwart Gottes in der Hostie, wenn sein Esel sich vor ihr niederknie. Das Bild zeigt den heiligen Antonius mit einer Monstranz und den davor knienden Esel.
- An den Wänden befinden sich 15 Kreuzwegstationen in bäuerlicher Malerei.
- Auf einem Gemälde ist eine Rosenkranzmadonna dargestellt.
- Zwei Fastenbilder sind Werke von Johann Baptist Enderle (1725–1798).
- An den Kirchenbänken sind noch viele Kirchstuhlschilder erhalten. Die ältesten stammen aus dem 18. Jahrhundert.

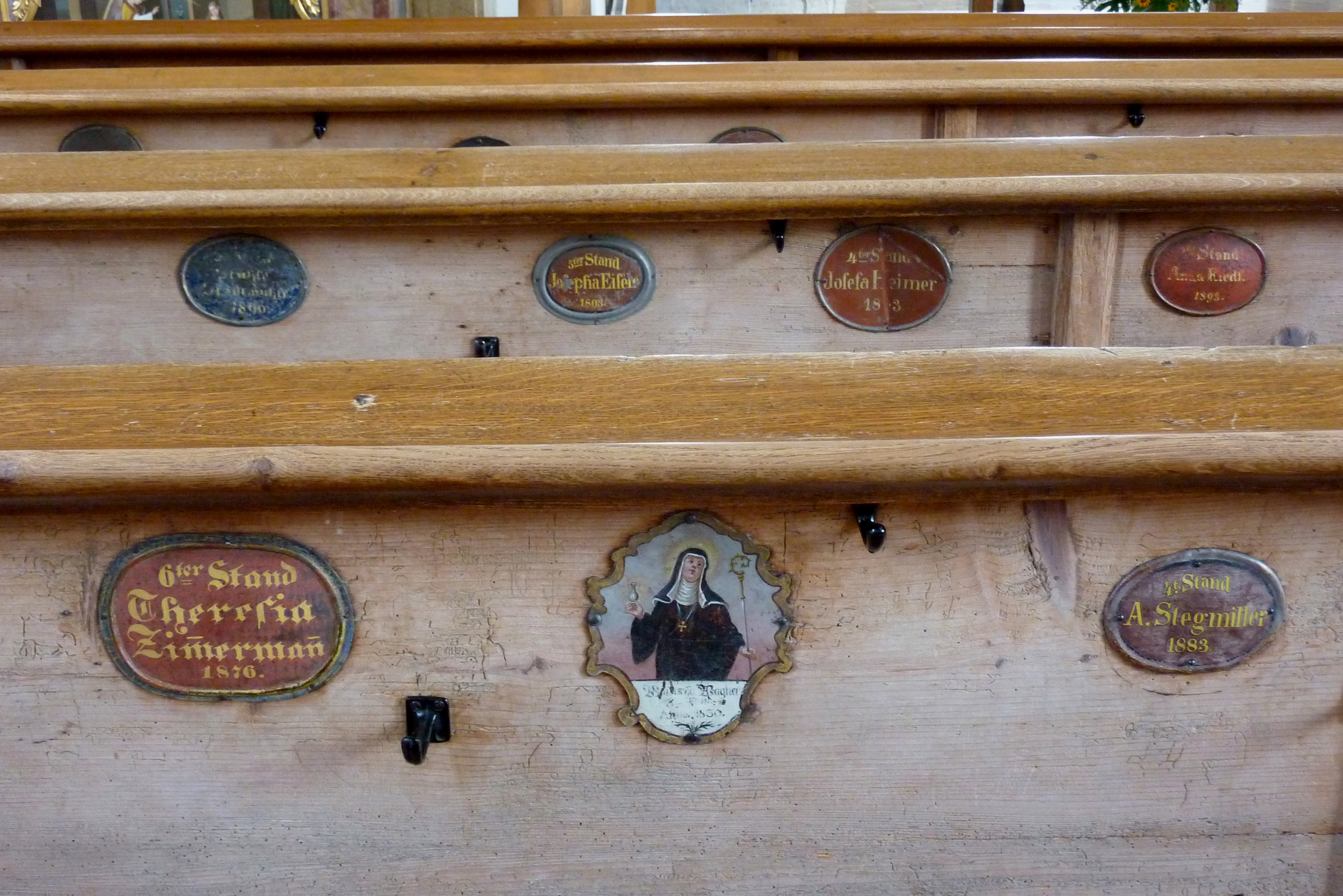
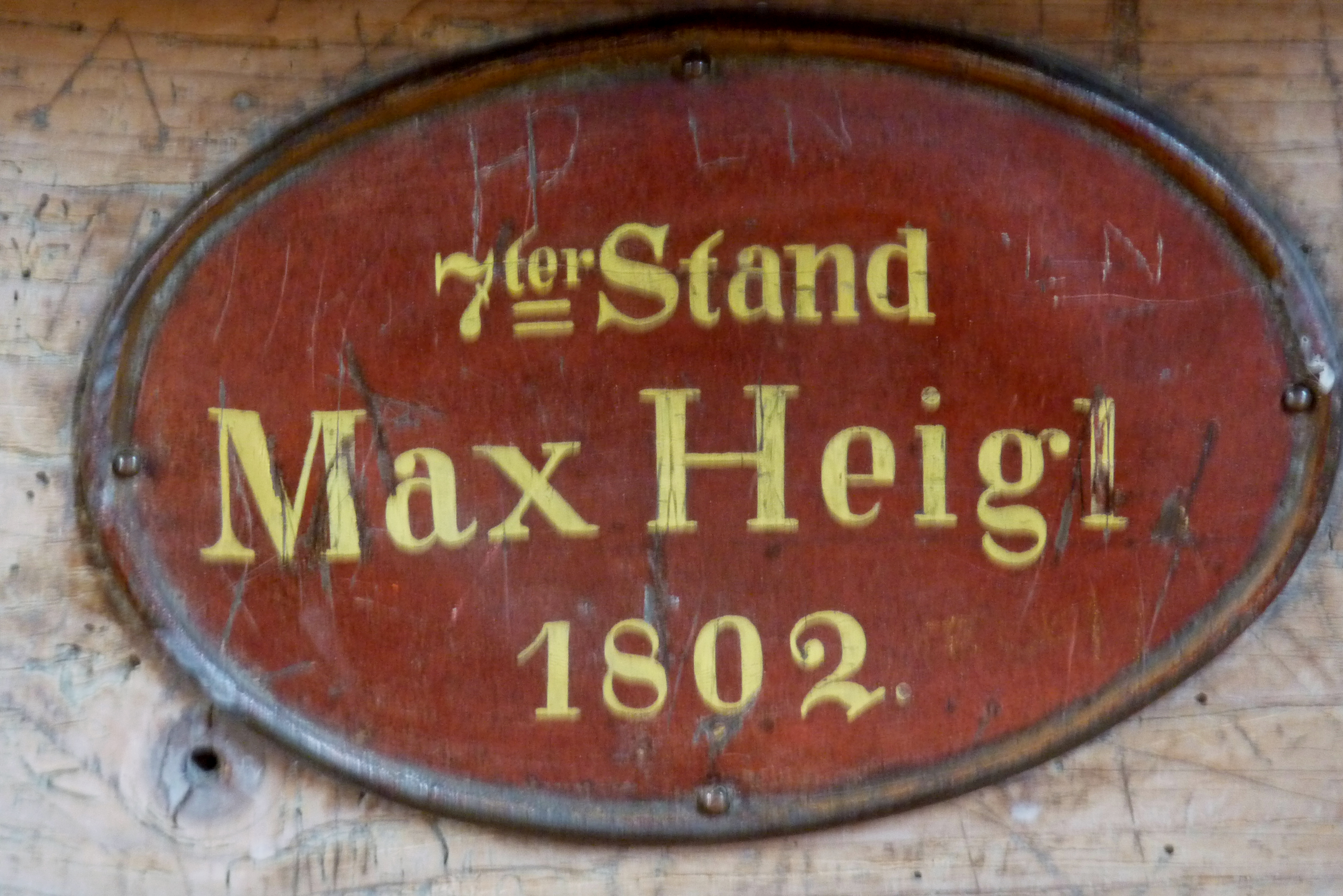
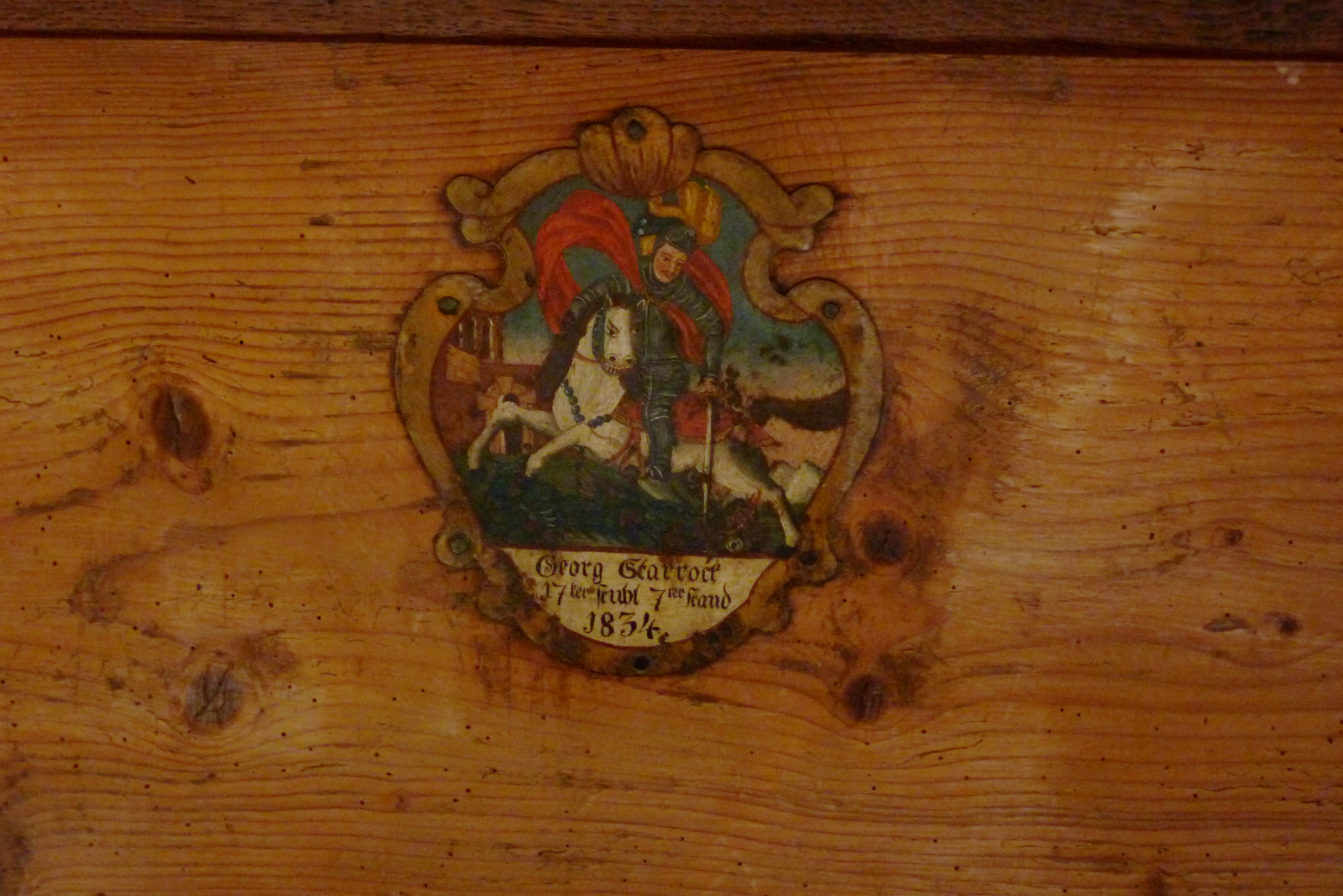
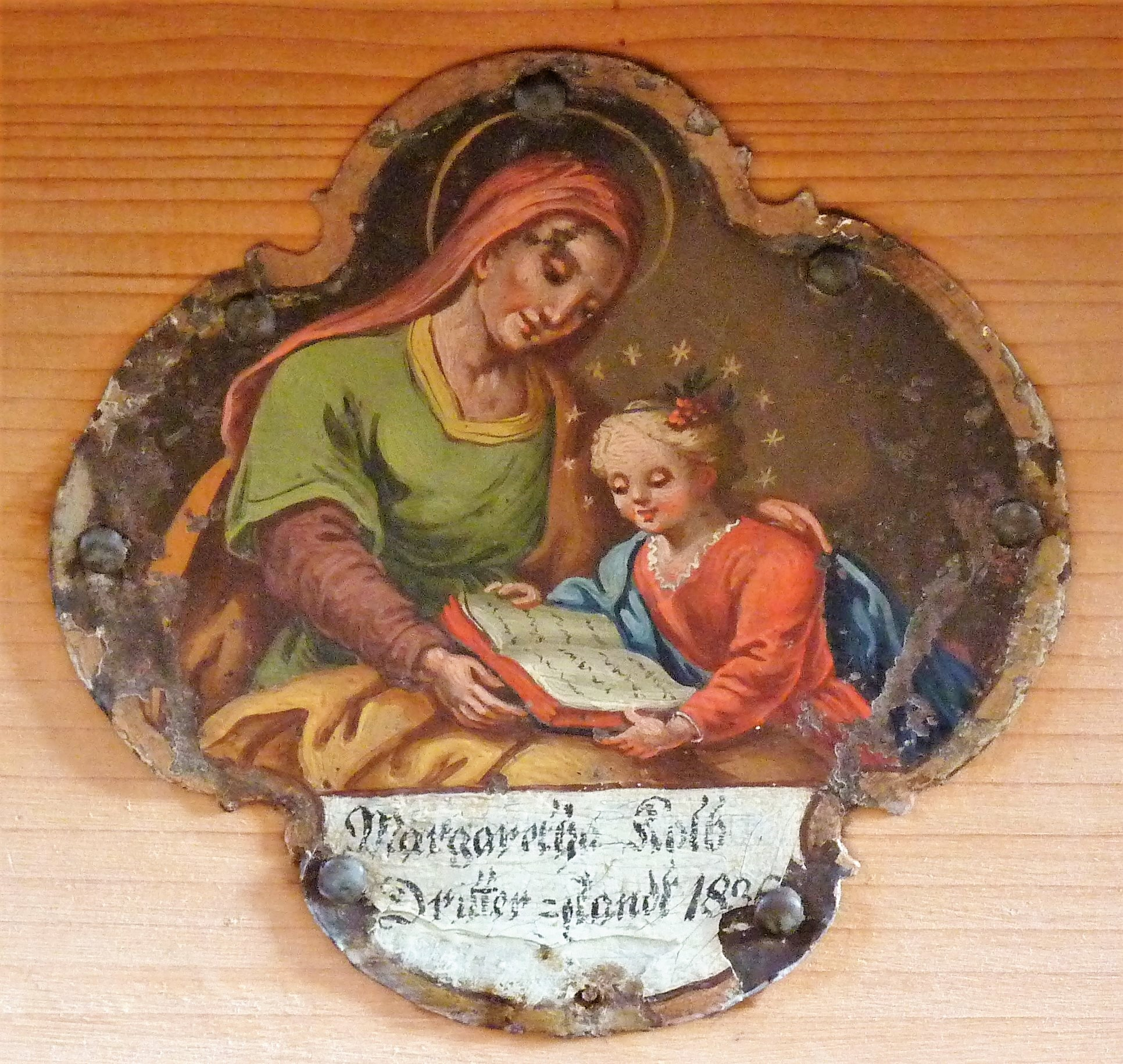
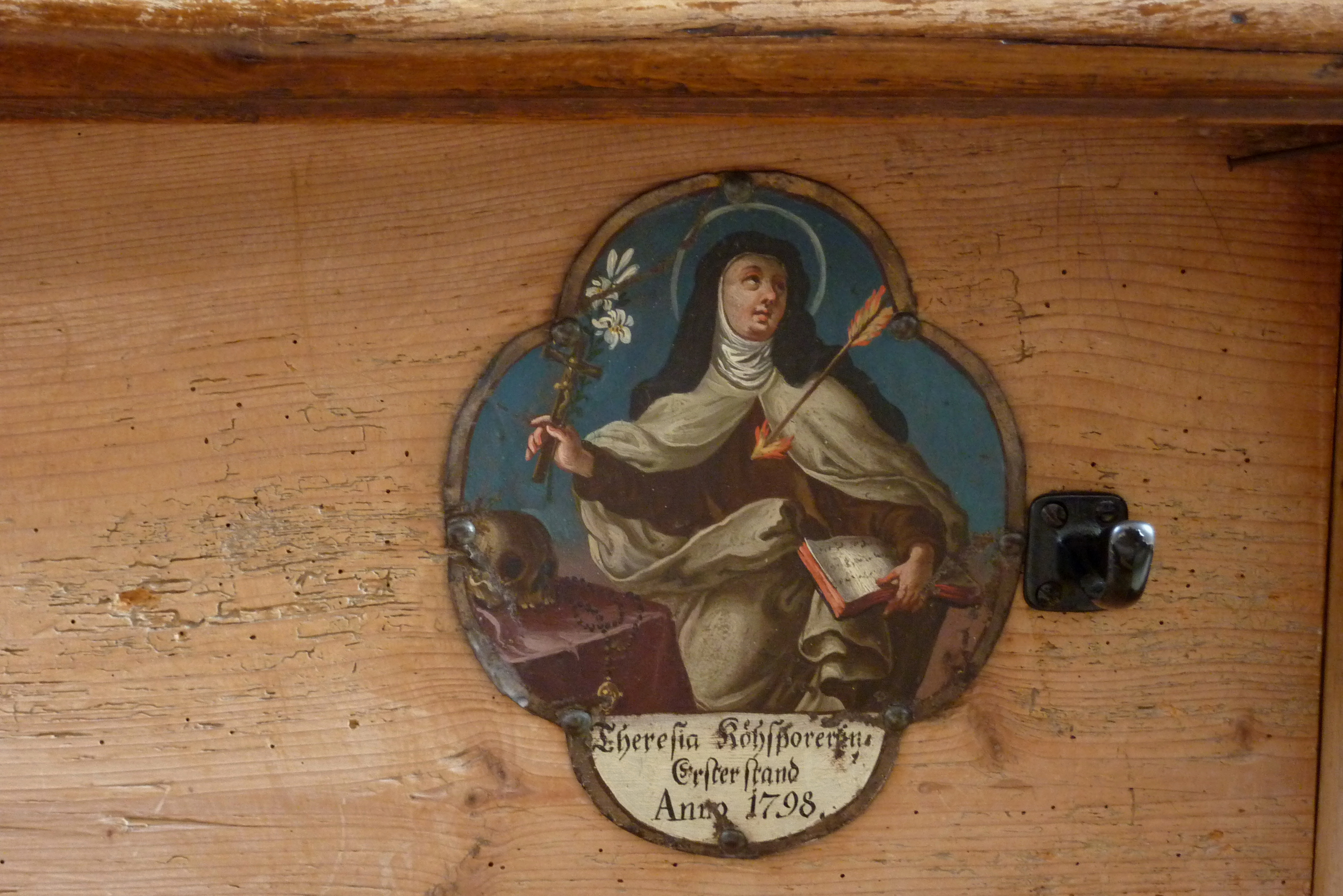